# ألبرت غالوب
ألبرت غالوب هو محامي وسياسي أمريكي، ولد في 30 يناير 1796 في Berne, New York ‏ في الولايات المتحدة، وتوفي في 5 نوفمبر 1851 في بروفيدنس في الولايات المتحدة. نشط حزبياً في الحزب الديمقراطي. وقد انتخب عضو مجلس النواب الأمريكي ‏.